# Kubok Ukraïny 2001-2002
La Kubok Ukraïny 2001-2002 (in ucraino Кубок України?) fu l'11ª edizione del torneo. La competizione iniziò il 14 luglio 2001 e terminò il 26 maggio 2002.

## I Turno preliminare
| Squadra 1                 | Totale | Squadra 2                  | Andata | Ritorno |
| ------------------------- | ------ | -------------------------- | ------ | ------- |
| Olkom Melitopol           | 1 – 6  | Čerkasy                    | 1 – 3  | 0 – 3   |
| Olimpiya Yuzhnoukrainsk   | 1 – 2  | Ryhonda Bila Tserkva       | 0 – 1  | 1 – 1   |
| Naftovyk Dolyna           | 3 – 8  | FC Krasyliv                | 3 – 2  | 0 – 6   |
| Halychyna Drohobych       | 1 – 2  | Sokil Zolochiv             | 1 – 1  | 0 – 1   |
| Hazovyk-Skala Stryi       | 1 – 0  | Tsementnyk-Khorda Mykolaiv | 0 – 0  | 1 – 0   |
| Tekhno-Center Rohatyn     | 3 – 3  | Enerhetyk Burshtyn         | 2 – 3  | 1 – 0   |
| Lukor Kalush              | 1 – 3  | Bukovyna Chernivtsi        | 1 – 2  | 0 – 1   |
| Veres Rivne               | 2 – 2  | Dinamo Lviv                | 1 – 2  | 1 – 0   |
| ADOMS Kremenchuk          | –      | Spartak Sumy               | –      | –       |
| Systema-Boreks Borodyanka | 0 – 1  | Portovyk Illichivsk        | 0 – 0  | 0 – 1   |
| Hirnyk-Sport              | 3 – 6  | Tytan Armyansk             | 3 – 4  | 0 – 2   |
| Podillya Khmelnytskyi     | 2 – 1  | SC Kherson                 | 2 – 0  | 0 – 1   |
| Oskol Kupiansk            | –      | Avanhard Rovenky           | –      | –       |
| Desna Chernihiv           | –      | Mashynobudivnyk Druzhkivka | 5 – 0  | –       |
| Arsenal Kharkiv           | 8 – 4  | Frunzenets-Liha 99 Sumy    | 8 – 0  | 4 – 0   |
| Zorya Luhansk             | 1 – 3  | Elektron Romny             | 1 – 0  | 0 – 3   |

## II Turno preliminare
| Squadra 1           | Totale | Squadra 2                  | Andata | Ritorno |
| ------------------- | ------ | -------------------------- | ------ | ------- |
| Čerkasy             | 5 – 2  | Ryhonda Bila Tserkva       | 3 – 2  | 2 – 0   |
| FC Krasyliv         | 4 – 6  | Sokil Zolochiv             | 4 – 4  | 0 – 2   |
| Hazovyk-Skala Stryi | 0 – 2  | Enerhetyk Burshtyn         | 0 – 1  | 0 – 1   |
| Bukovyna Chernivtsi | 2 – 2  | Dinamo Lviv                | 2 – 1  | 0 – 1   |
| Spartak Sumy        | 1 – 3  | Portovyk Illichivsk        | 1 – 2  | 0 – 1   |
| Tytan Armyansk      | –      | Podillya Khmelnytskyi      | –      | –       |
| Oskol Kupiansk      | 2 – 3  | Mashynobudivnyk Druzhkivka | 0 – 2  | 2 – 1   |
| Arsenal Kharkiv     | 1 – 4  | Elektron Romny             | 1 – 3  | 0 – 1   |

## III Turno preliminare
| Squadra 1                  | Totale | Squadra 2      | Andata | Ritorno |
| -------------------------- | ------ | -------------- | ------ | ------- |
| Čerkasy                    | 4 – 4  | Sokil Zolochiv | 3 – 0  | 1 – 4   |
| Enerhetyk Burshtyn         | 0 – 5  | Dinamo Lviv    | 0 – 2  | 0 – 3   |
| Portovyk Illichivsk        | 2 – 1  | Tytan Armyansk | 2 – 0  | 0 – 1   |
| Mashynobudivnyk Druzhkivka | –      | Elektron Romny | –      | –       |

## Primo Turno
| Squadra 1                  | Totale | Squadra 2                    | Andata | Ritorno |
| -------------------------- | ------ | ---------------------------- | ------ | ------- |
| Volyn-1 Lutsk              | 2 – 1  | Čerkasy                      | 1 – 0  | 1 – 1   |
| Elekrometalurh-NZF Nikopol | –      | Zirka Kirovohrad             | 0 – 1  | 1 – 1   |
| Dinamo Lviv                | 0 – 6  | Prykarpattia Ivano-Frankivsk | 0 – 3  | 0 – 3   |
| FC Mykolaiv                | 2 – 5  | Obolon Kiev                  | 0 – 1  | 2 – 4   |
| Chornomorets Odessa        | 3 – 2  | Naftovyk Okhtyrka            | 2 – 0  | 1 – 2   |
| Portovyk Illichivsk        | 2 – 3  | FC Vinnytsia                 | 2 – 1  | 0 – 2   |
| Mashynobudivnyk Druzhkivka | –      | FC Lviv                      | –      | –       |
| Polissya Zhytomyr          | 2 – 4  | Borysfen Boryspil            | 2 – 1  | 0 – 3   |

## Secondo Turno
| Squadra 1                     | Totale | Squadra 2                  | Andata | Ritorno |
| ----------------------------- | ------ | -------------------------- | ------ | ------- |
| Volyn-1 Lutsk                 | 1 – 0  | Vorskla Poltava            | 1 – 0  | 0 – 0   |
| Elekrometalurh-NZF Nikopol    | 2 – 6  | Zakarpattia Uzhhorod       | 2 – 2  | 0 – 4   |
| Prykarpattia Ivano-Frankivsk  | 0 – 2  | Metalist Kharkiv           | 0 – 0  | 0 – 2   |
| Nyva Ternopil                 | 0 – 3  | Obolon Kiev                | 0 – 1  | 0 – 2   |
| Polihraftekhnika Oleksandriya | 5 – 1  | Chornomorets Odessa        | 4 – 1  | 1 – 0   |
| FC Vinnytsia                  | 2 – 4  | Kryvbas Kryvyi Rih         | 2 – 2  | 0 – 2   |
| Stal Alchevsk                 | 5 – 0  | Mashynobudivnyk Druzhkivka | 2 – 0  | 3 – 0   |
| Borysfen Boryspil             | 1 – 3  | Karpaty Lviv               | 0 – 2  | 1 – 1   |

## Ottavi di finale
| Squadra 1           | Totale | Squadra 2            | Andata | Ritorno |
| ------------------- | ------ | -------------------- | ------ | ------- |
| Volyn-1 Lutsk       | 3 – 5  | Metalurh Donetsk     | 2 – 1  | 1 – 4   |
| Metalurh Mariupol   | 2 – 3  | Zakarpattia Uzhhorod | 1 – 0  | 1 – 3   |
| Metalurh Zaporizhia | 1 – 2  | Metalist Kharkiv     | 1 – 0  | 0 – 2   |
| Obolon Kiev         | 0 – 6  | Dinamo Kiev          | 0 – 3  | 0 – 3   |
| Dnipro              | 3 – 2  | Oleksandriya         | 2 – 0  | 1 – 2   |
| Kryvbas Kryvyi Rih  | 1 – 4  | CSKA Kiev            | 1 – 0  | 0 – 4   |
| Stal Alchevsk       | 3 – 4  | Shakhtar Donetsk     | 3 – 1  | 0 – 3   |
| Karpaty Lviv        | 3 – 3  | Tavriya Simferopol   | 2 – 0  | 1 – 3   |

## Quarti di finale
| Squadra 1        | Totale          | Squadra 2            | Andata | Ritorno |
| ---------------- | --------------- | -------------------- | ------ | ------- |
| Metalurh Donetsk | 4 – 1           | Zakarpattia Uzhhorod | 1 – 0  | 3 – 1   |
| Metalist Kharkiv | 1 – 6           | Dinamo Kiev          | 1 – 1  | 0 – 5   |
| Dnipro           | 0 – 0 (4–3 dcr) | CSKA Kiev            | 0 – 0  | 0 – 0   |
| Shakhtar Donetsk | 2 – 1           | Karpaty Lviv         | 2 – 0  | 0 – 1   |

## Semifinali
| Squadra 1        | Totale | Squadra 2        | Andata | Ritorno |
| ---------------- | ------ | ---------------- | ------ | ------- |
| Metalurh Donetsk | 1 – 3  | Dinamo Kiev      | 1 – 1  | 0 – 2   |
| Dnipro           | 2 – 3  | Shakhtar Donetsk | 2 – 1  | 0 – 2   |

## Finale
| Arbitro: | Vasyl Melnychuk (Simferopoli) |

|                             |           |                                    |
| Bjal'kevič 31’ Shatskix 50’ | Marcatori | 10’ Popov 81’ Atel'kin 98’ Vorobej |